# Lista di asteroidi (468001-469000)
Di seguito una lista di asteroidi dal numero 468001 al 469000 con data di scoperta e scopritore.

## 468001-468100
| Nome     | Designazione provvisoria | Data di scoperta  | Scopritore           |
| -------- | ------------------------ | ----------------- | -------------------- |
| 468001 - | 2012 UG166               | 7 aprile 2005     | Mt. Lemmon Survey    |
| 468002 - | 2012 VH26                | 24 aprile 2007    | Mt. Lemmon Survey    |
| 468003 - | 2012 VC51                | 13 aprile 2010    | Mt. Lemmon Survey    |
| 468004 - | 2012 XD17                | 5 dicembre 2012   | Mt. Lemmon Survey    |
| 468005 - | 2012 XD112               | 10 dicembre 2012  | Spacewatch           |
| 468006 - | 2012 XL128               | 25 giugno 2010    | WISE                 |
| 468007 - | 2013 AR                  | 4 novembre 2004   | CSS                  |
| 468008 - | 2013 AO6                 | 13 gennaio 2005   | CSS                  |
| 468009 - | 2013 AS40                | 22 settembre 2009 | Spacewatch           |
| 468010 - | 2013 AW63                | 11 marzo 2008     | CSS                  |
| 468011 - | 2013 AO103               | 21 dicembre 2012  | Mt. Lemmon Survey    |
| 468012 - | 2013 BP16                | 13 gennaio 2013   | Mt. Lemmon Survey    |
| 468013 - | 2013 BY17                | 17 settembre 2009 | Spacewatch           |
| 468014 - | 2013 BN35                | 17 ottobre 2010   | Mt. Lemmon Survey    |
| 468015 - | 2013 BB54                | 12 ottobre 2010   | Mt. Lemmon Survey    |
| 468016 - | 2013 BU75                | 30 novembre 2010  | Mt. Lemmon Survey    |
| 468017 - | 2013 CH1                 | 9 febbraio 2008   | Mt. Lemmon Survey    |
| 468018 - | 2013 CU128               | 29 agosto 2006    | Spacewatch           |
| 468019 - | 2013 CG182               | 19 settembre 2006 | CSS                  |
| 468020 - | 2013 CD189               | 14 dicembre 2006  | Mt. Lemmon Survey    |
| 468021 - | 2013 DR13                | 19 settembre 2006 | CSS                  |
| 468022 - | 2013 EV4                 | 14 febbraio 2010  | Mt. Lemmon Survey    |
| 468023 - | 2013 LY20                | 13 giugno 2005    | Mt. Lemmon Survey    |
| 468024 - | 2013 MX4                 | 3 luglio 2003     | Spacewatch           |
| 468025 - | 2013 MN6                 | 10 gennaio 2008   | Mt. Lemmon Survey    |
| 468026 - | 2013 NR7                 | 18 luglio 2010    | WISE                 |
| 468027 - | 2013 OR9                 | 10 novembre 2010  | Spacewatch           |
| 468028 - | 2013 PS1                 | 1º novembre 2010  | Mt. Lemmon Survey    |
| 468029 - | 2013 PS5                 | 19 settembre 2006 | CSS                  |
| 468030 - | 2013 PG25                | 9 agosto 2013     | Spacewatch           |
| 468031 - | 2013 PA30                | 4 luglio 2005     | Mt. Lemmon Survey    |
| 468032 - | 2013 PE55                | 16 marzo 2012     | Mt. Lemmon Survey    |
| 468033 - | 2013 PR73                | 25 novembre 2009  | Spacewatch           |
| 468034 - | 2013 PH74                | 12 febbraio 2004  | Spacewatch           |
| 468035 - | 2013 QM2                 | 6 settembre 1996  | Spacewatch           |
| 468036 - | 2013 QN3                 | 3 novembre 2010   | Mt. Lemmon Survey    |
| 468037 - | 2013 QL22                | 4 aprile 2008     | Mt. Lemmon Survey    |
| 468038 - | 2013 QD27                | 11 marzo 2008     | Spacewatch           |
| 468039 - | 2013 QW31                | 1º marzo 2012     | Mt. Lemmon Survey    |
| 468040 - | 2013 QH39                | 30 luglio 2013    | Spacewatch           |
| 468041 - | 2013 QP58                | 10 ottobre 1999   | Spacewatch           |
| 468042 - | 2013 QO67                | 23 febbraio 2007  | Mt. Lemmon Survey    |
| 468043 - | 2013 QA68                | 2 aprile 2009     | Spacewatch           |
| 468044 - | 2013 QU74                | 20 luglio 1998    | ODAS                 |
| 468045 - | 2013 QB85                | 6 novembre 2010   | Mt. Lemmon Survey    |
| 468046 - | 2013 QL95                | 17 marzo 2012     | Mt. Lemmon Survey    |
| 468047 - | 2013 RT11                | 13 febbraio 2008  | Mt. Lemmon Survey    |
| 468048 - | 2013 RN18                | 27 ottobre 2006   | Spacewatch           |
| 468049 - | 2013 RK23                | 30 marzo 2011     | Mt. Lemmon Survey    |
| 468050 - | 2013 RW32                | 29 marzo 2008     | Mt. Lemmon Survey    |
| 468051 - | 2013 RA36                | 6 gennaio 2010    | Spacewatch           |
| 468052 - | 2013 RK48                | 3 novembre 1999   | Spacewatch           |
| 468053 - | 2013 RT51                | 9 ottobre 2004    | Spacewatch           |
| 468054 - | 2013 RC63                | 7 dicembre 2005   | Spacewatch           |
| 468055 - | 2013 RC67                | 8 ottobre 2004    | Spacewatch           |
| 468056 - | 2013 RX75                | 16 aprile 2005    | Spacewatch           |
| 468057 - | 2013 RC85                | 16 novembre 2009  | Mt. Lemmon Survey    |
| 468058 - | 2013 RP93                | 17 novembre 2006  | Mt. Lemmon Survey    |
| 468059 - | 2013 SN15                | 19 settembre 1995 | Spacewatch           |
| 468060 - | 2013 SV22                | 28 marzo 2012     | Spacewatch           |
| 468061 - | 2013 SE24                | 24 marzo 2012     | Mt. Lemmon Survey    |
| 468062 - | 2013 SP25                | 9 febbraio 2010   | Spacewatch           |
| 468063 - | 2013 SR30                | 8 maggio 2005     | Mt. Lemmon Survey    |
| 468064 - | 2013 SD31                | 20 novembre 2006  | Spacewatch           |
| 468065 - | 2013 SP34                | 28 luglio 2009    | CSS                  |
| 468066 - | 2013 SB41                | 19 settembre 2006 | CSS                  |
| 468067 - | 2013 SR51                | 5 dicembre 2005   | Spacewatch           |
| 468068 - | 2013 SK56                | 4 luglio 2005     | Spacewatch           |
| 468069 - | 2013 SQ56                | 2 marzo 2011      | Spacewatch           |
| 468070 - | 2013 ST72                | 13 marzo 2012     | Mt. Lemmon Survey    |
| 468071 - | 2013 SC75                | 10 aprile 2005    | Mt. Lemmon Survey    |
| 468072 - | 2013 SN75                | 1º ottobre 2005   | Mt. Lemmon Survey    |
| 468073 - | 2013 SA77                | 20 settembre 2009 | Mt. Lemmon Survey    |
| 468074 - | 2013 TB7                 | 2 agosto 2009     | Siding Spring Survey |
| 468075 - | 2013 TS13                | 28 settembre 2006 | Mt. Lemmon Survey    |
| 468076 - | 2013 TS14                | 29 settembre 2009 | Mt. Lemmon Survey    |
| 468077 - | 2013 TU14                | 10 novembre 2006  | Spacewatch           |
| 468078 - | 2013 TB20                | 23 giugno 2009    | Mt. Lemmon Survey    |
| 468079 - | 2013 TH29                | 9 novembre 2008   | Spacewatch           |
| 468080 - | 2013 TO46                | 29 marzo 2011     | Mt. Lemmon Survey    |
| 468081 - | 2013 TO50                | 19 agosto 2009    | Spacewatch           |
| 468082 - | 2013 TL51                | 17 giugno 2009    | Spacewatch           |
| 468083 - | 2013 TF55                | 4 ottobre 2013    | Mt. Lemmon Survey    |
| 468084 - | 2013 TN62                | 28 ottobre 2005   | Spacewatch           |
| 468085 - | 2013 TT73                | 5 maggio 2008     | Mt. Lemmon Survey    |
| 468086 - | 2013 TX80                | 21 ottobre 2006   | Spacewatch           |
| 468087 - | 2013 TQ95                | 15 marzo 2010     | Mt. Lemmon Survey    |
| 468088 - | 2013 TT101               | 2 ottobre 2013    | Spacewatch           |
| 468089 - | 2013 TV103               | 3 ottobre 2013    | Spacewatch           |
| 468090 - | 2013 TC122               | 26 settembre 2000 | LINEAR               |
| 468091 - | 2013 TT143               | 13 settembre 2013 | Mt. Lemmon Survey    |
| 468092 - | 2013 TS155               | 21 novembre 2008  | Spacewatch           |
| 468093 - | 2013 UZ9                 | 24 aprile 2011    | Mt. Lemmon Survey    |
| 468094 - | 2013 UL13                | 17 agosto 2009    | Siding Spring Survey |
| 468095 - | 2013 UW13                | 13 luglio 2010    | WISE                 |
| 468096 - | 2013 VQ3                 | 19 novembre 2008  | Spacewatch           |
| 468097 - | 2013 VC4                 | 27 gennaio 2006   | Spacewatch           |
| 468098 - | 2013 VW5                 | 20 settembre 2009 | Mt. Lemmon Survey    |
| 468099 - | 2013 VF11                | 16 settembre 2009 | CSS                  |
| 468100 - | 2013 VA18                | 7 gennaio 2010    | Spacewatch           |

## 468101-468200
| Nome     | Designazione provvisoria | Data di scoperta  | Scopritore        |
| -------- | ------------------------ | ----------------- | ----------------- |
| 468101 - | 2013 WW3                 | 27 gennaio 2006   | Spacewatch        |
| 468102 - | 2013 WX5                 | 12 ottobre 2007   | CSS               |
| 468103 - | 2013 WN6                 | 12 marzo 2011     | Mt. Lemmon Survey |
| 468104 - | 2013 WK23                | 17 marzo 2004     | Spacewatch        |
| 468105 - | 2013 WT24                | 26 ottobre 2000   | Spacewatch        |
| 468106 - | 2013 WE63                | 1º novembre 2008  | Spacewatch        |
| 468107 - | 2013 WN73                | 10 agosto 2007    | Spacewatch        |
| 468108 - | 2013 WO97                | 2 novembre 2013   | Mt. Lemmon Survey |
| 468109 - | 2013 WO107               | 26 ottobre 2013   | Spacewatch        |
| 468110 - | 2013 XQ13                | 8 novembre 2007   | LINEAR            |
| 468111 - | 2013 YH3                 | 28 novembre 2013  | Spacewatch        |
| 468112 - | 2013 YK38                | 4 aprile 2011     | CSS               |
| 468113 - | 2013 YC53                | 22 settembre 2012 | Mt. Lemmon Survey |
| 468114 - | 2013 YK54                | 21 aprile 2012    | Mt. Lemmon Survey |
| 468115 - | 2013 YN54                | 1º febbraio 2010  | WISE              |
| 468116 - | 2013 YL103               | 26 maggio 2006    | Mt. Lemmon Survey |
| 468117 - | 2014 ED                  | 1º marzo 2014     | WISE              |
| 468118 - | 2014 EO38                | 5 gennaio 2013    | Spacewatch        |
| 468119 - | 2014 QY2                 | 25 maggio 2011    | Spacewatch        |
| 468120 - | 2014 QB254               | 5 novembre 2005   | CSS               |
| 468121 - | 2014 SN298               | 16 maggio 2013    | Mt. Lemmon Survey |
| 468122 - | 2014 TK11                | 8 novembre 2010   | Mt. Lemmon Survey |
| 468123 - | 2014 TC45                | 1º ottobre 2006   | Spacewatch        |
| 468124 - | 2014 TG65                | 15 aprile 2008    | Spacewatch        |
| 468125 - | 2014 UF7                 | 19 ottobre 2006   | Spacewatch        |
| 468126 - | 2014 UO32                | 18 aprile 2012    | Spacewatch        |
| 468127 - | 2014 UA36                | 18 gennaio 2008   | Mt. Lemmon Survey |
| 468128 - | 2014 UW66                | 12 aprile 2005    | LONEOS            |
| 468129 - | 2014 UD67                | 7 ottobre 2004    | Spacewatch        |
| 468130 - | 2014 UF85                | 20 ottobre 2007   | Spacewatch        |
| 468131 - | 2014 UW88                | 21 novembre 2008  | Spacewatch        |
| 468132 - | 2014 UJ99                | 3 febbraio 2009   | Spacewatch        |
| 468133 - | 2014 UZ106               | 8 ottobre 2004    | Spacewatch        |
| 468134 - | 2014 UD109               | 24 ottobre 2014   | Spacewatch        |
| 468135 - | 2014 UY114               | 18 novembre 2006  | Mt. Lemmon Survey |
| 468136 - | 2014 UZ119               | 28 settembre 2003 | Spacewatch        |
| 468137 - | 2014 UZ121               | 23 febbraio 2012  | Mt. Lemmon Survey |
| 468138 - | 2014 UC133               | 25 dicembre 2011  | Mt. Lemmon Survey |
| 468139 - | 2014 UY134               | 17 ottobre 1995   | Spacewatch        |
| 468140 - | 2014 UA139               | 12 marzo 2010     | WISE              |
| 468141 - | 2014 UY142               | 30 aprile 2008    | Mt. Lemmon Survey |
| 468142 - | 2014 UE150               | 23 novembre 2006  | Mt. Lemmon Survey |
| 468143 - | 2014 UF157               | 31 dicembre 2008  | Spacewatch        |
| 468144 - | 2014 UT170               | 4 settembre 2003  | Spacewatch        |
| 468145 - | 2014 WY21                | 28 ottobre 2005   | Mt. Lemmon Survey |
| 468146 - | 2014 WF24                | 14 marzo 2011     | Mt. Lemmon Survey |
| 468147 - | 2014 WD28                | 4 dicembre 2007   | Mt. Lemmon Survey |
| 468148 - | 2014 WF28                | 5 novembre 2007   | Spacewatch        |
| 468149 - | 2014 WD50                | 8 ottobre 2010    | Spacewatch        |
| 468150 - | 2014 WZ62                | 18 settembre 2010 | Mt. Lemmon Survey |
| 468151 - | 2014 WW67                | 27 febbraio 2012  | Spacewatch        |
| 468152 - | 2014 WM68                | 3 ottobre 2006    | Mt. Lemmon Survey |
| 468153 - | 2014 WL79                | 14 dicembre 2010  | Mt. Lemmon Survey |
| 468154 - | 2014 WH85                | 18 ottobre 2014   | Spacewatch        |
| 468155 - | 2014 WY87                | 21 aprile 1998    | Spacewatch        |
| 468156 - | 2014 WK96                | 28 ottobre 2008   | Mt. Lemmon Survey |
| 468157 - | 2014 WH234               | 19 settembre 2009 | Spacewatch        |
| 468158 - | 2014 WX251               | 4 gennaio 2011    | Mt. Lemmon Survey |
| 468159 - | 2014 WC263               | 24 febbraio 2009  | Mt. Lemmon Survey |
| 468160 - | 2014 WF281               | 14 ottobre 2001   | Spacewatch        |
| 468161 - | 2014 WX354               | 10 agosto 2012    | Spacewatch        |
| 468162 - | 2014 WA355               | 9 aprile 2010     | WISE              |
| 468163 - | 2014 WS383               | 11 marzo 2005     | Spacewatch        |
| 468164 - | 2014 WK398               | 14 aprile 2008    | Mt. Lemmon Survey |
| 468165 - | 2014 WQ398               | 18 novembre 2009  | Mt. Lemmon Survey |
| 468166 - | 2014 WR402               | 18 novembre 2007  | Mt. Lemmon Survey |
| 468167 - | 2014 WF426               | 21 settembre 2009 | Mt. Lemmon Survey |
| 468168 - | 2014 WX473               | 1º marzo 2009     | Spacewatch        |
| 468169 - | 2014 WS478               | 11 novembre 2004  | LINEAR            |
| 468170 - | 2014 WL481               | 10 aprile 2005    | Spacewatch        |
| 468171 - | 2014 WS481               | 27 marzo 2011     | Mt. Lemmon Survey |
| 468172 - | 2014 WD499               | 3 dicembre 2010   | LINEAR            |
| 468173 - | 2014 WE499               | 28 novembre 2010  | Spacewatch        |
| 468174 - | 2014 XM12                | 17 dicembre 2001  | LINEAR            |
| 468175 - | 2014 YY2                 | 16 giugno 2010    | WISE              |
| 468176 - | 2014 YZ9                 | 8 gennaio 2002    | LINEAR            |
| 468177 - | 2014 YQ10                | 18 febbraio 2010  | Spacewatch        |
| 468178 - | 2014 YG13                | 22 gennaio 2004   | LINEAR            |
| 468179 - | 2014 YG28                | 15 ottobre 2004   | Spacewatch        |
| 468180 - | 2014 YJ38                | 30 aprile 2003    | Spacewatch        |
| 468181 - | 2015 AA12                | 30 aprile 2011    | Mt. Lemmon Survey |
| 468182 - | 2015 AX36                | 27 febbraio 2006  | Spacewatch        |
| 468183 - | 2015 AD38                | 16 maggio 2012    | Mt. Lemmon Survey |
| 468184 - | 2015 AB119               | 26 gennaio 2006   | Spacewatch        |
| 468185 - | 2015 AA144               | 19 settembre 2009 | Mt. Lemmon Survey |
| 468186 - | 2015 AV168               | 19 febbraio 2010  | Mt. Lemmon Survey |
| 468187 - | 2015 AT174               | 14 marzo 2007     | Mt. Lemmon Survey |
| 468188 - | 2015 AP180               | 23 ottobre 2014   | Mt. Lemmon Survey |
| 468189 - | 2015 AX181               | 29 gennaio 2011   | Mt. Lemmon Survey |
| 468190 - | 2015 AB195               | 30 ottobre 2005   | Spacewatch        |
| 468191 - | 2015 AP241               | 31 gennaio 2006   | Spacewatch        |
| 468192 - | 2015 AV241               | 21 maggio 2011    | Mt. Lemmon Survey |
| 468193 - | 2015 AM248               | 9 aprile 2010     | WISE              |
| 468194 - | 2015 AD252               | 10 gennaio 2011   | Mt. Lemmon Survey |
| 468195 - | 2015 AD258               | 25 ottobre 2008   | Mt. Lemmon Survey |
| 468196 - | 2015 AC262               | 10 febbraio 2010  | WISE              |
| 468197 - | 2015 AA273               | 27 gennaio 2007   | Spacewatch        |
| 468198 - | 2015 AK279               | 16 gennaio 1999   | Spacewatch        |
| 468199 - | 2015 BK1                 | 11 settembre 2004 | Spacewatch        |
| 468200 - | 2015 BC11                | 21 ottobre 2009   | Mt. Lemmon Survey |

## 468201-468300
| Nome     | Designazione provvisoria | Data di scoperta  | Scopritore        |
| -------- | ------------------------ | ----------------- | ----------------- |
| 468201 - | 2015 BE27                | 17 febbraio 2004  | Spacewatch        |
| 468202 - | 2015 BH31                | 16 febbraio 2010  | Spacewatch        |
| 468203 - | 2015 BK39                | 31 maggio 2010    | WISE              |
| 468204 - | 2015 BZ40                | 1º novembre 2013  | Mt. Lemmon Survey |
| 468205 - | 2015 BJ41                | 20 febbraio 2006  | Spacewatch        |
| 468206 - | 2015 BV42                | 28 settembre 2009 | Spacewatch        |
| 468207 - | 2015 BG53                | 28 ottobre 2008   | Mt. Lemmon Survey |
| 468208 - | 2015 BF58                | 10 febbraio 2008  | Spacewatch        |
| 468209 - | 2015 BT60                | 31 gennaio 2006   | Spacewatch        |
| 468210 - | 2015 BX60                | 19 febbraio 2010  | Mt. Lemmon Survey |
| 468211 - | 2015 BX63                | 14 giugno 2010    | WISE              |
| 468212 - | 2015 BP64                | 18 febbraio 2010  | Mt. Lemmon Survey |
| 468213 - | 2015 BX73                | 12 aprile 2005    | Spacewatch        |
| 468214 - | 2015 BZ73                | 22 dicembre 2005  | Spacewatch        |
| 468215 - | 2015 BC84                | 4 ottobre 2013    | Mt. Lemmon Survey |
| 468216 - | 2015 BF85                | 17 novembre 2009  | Mt. Lemmon Survey |
| 468217 - | 2015 BH87                | 28 gennaio 2006   | Spacewatch        |
| 468218 - | 2015 BP98                | 9 ottobre 2008    | Mt. Lemmon Survey |
| 468219 - | 2015 BB100               | 23 settembre 2008 | Spacewatch        |
| 468220 - | 2015 BA105               | 13 gennaio 2002   | LINEAR            |
| 468221 - | 2015 BG109               | 14 dicembre 1998  | Spacewatch        |
| 468222 - | 2015 BA122               | 15 giugno 2012    | Spacewatch        |
| 468223 - | 2015 BN126               | 16 febbraio 2010  | Mt. Lemmon Survey |
| 468224 - | 2015 BG132               | 4 settembre 2008  | Spacewatch        |
| 468225 - | 2015 BJ133               | 7 novembre 2008   | Mt. Lemmon Survey |
| 468226 - | 2015 BS143               | 18 dicembre 2009  | Spacewatch        |
| 468227 - | 2015 BC162               | 4 dicembre 2005   | Spacewatch        |
| 468228 - | 2015 BJ169               | 14 settembre 2006 | CSS               |
| 468229 - | 2015 BR170               | 10 agosto 2007    | Spacewatch        |
| 468230 - | 2015 BV171               | 4 gennaio 2006    | Mt. Lemmon Survey |
| 468231 - | 2015 BH193               | 15 gennaio 2005   | Spacewatch        |
| 468232 - | 2015 BU203               | 5 dicembre 2005   | Spacewatch        |
| 468233 - | 2015 BV216               | 7 gennaio 2010    | Mt. Lemmon Survey |
| 468234 - | 2015 BG223               | 31 gennaio 2006   | Spacewatch        |
| 468235 - | 2015 BP223               | 23 settembre 2008 | CSS               |
| 468236 - | 2015 BZ223               | 7 gennaio 2006    | Mt. Lemmon Survey |
| 468237 - | 2015 BM228               | 15 gennaio 2010   | WISE              |
| 468238 - | 2015 BJ238               | 14 aprile 2007    | Mt. Lemmon Survey |
| 468239 - | 2015 BB241               | 15 novembre 2003  | Spacewatch        |
| 468240 - | 2015 BU242               | 23 marzo 2004     | Spacewatch        |
| 468241 - | 2015 BX242               | 30 aprile 2006    | Spacewatch        |
| 468242 - | 2015 BP245               | 28 dicembre 2005  | Mt. Lemmon Survey |
| 468243 - | 2015 BK246               | 26 gennaio 2006   | Spacewatch        |
| 468244 - | 2015 BX249               | 17 dicembre 2009  | Spacewatch        |
| 468245 - | 2015 BV253               | 1º ottobre 1999   | Spacewatch        |
| 468246 - | 2015 BE255               | 18 dicembre 2003  | Spacewatch        |
| 468247 - | 2015 BG256               | 28 aprile 2012    | Mt. Lemmon Survey |
| 468248 - | 2015 BD258               | 8 gennaio 2010    | Spacewatch        |
| 468249 - | 2015 BT271               | 5 giugno 2010     | WISE              |
| 468250 - | 2015 BO278               | 13 febbraio 2010  | Mt. Lemmon Survey |
| 468251 - | 2015 BT285               | 12 febbraio 2004  | Spacewatch        |
| 468252 - | 2015 BF289               | 9 ottobre 2004    | Spacewatch        |
| 468253 - | 2015 BQ291               | 27 giugno 2010    | WISE              |
| 468254 - | 2015 BV306               | 27 ottobre 2013   | CSS               |
| 468255 - | 2015 BS310               | 21 marzo 2010     | CSS               |
| 468256 - | 2015 BE326               | 8 ottobre 2008    | Spacewatch        |
| 468257 - | 2015 BW346               | 10 dicembre 2005  | Spacewatch        |
| 468258 - | 2015 BZ347               | 20 maggio 2006    | Spacewatch        |
| 468259 - | 2015 BM361               | 24 novembre 2009  | Spacewatch        |
| 468260 - | 2015 BF383               | 10 novembre 2009  | Mt. Lemmon Survey |
| 468261 - | 2015 BR396               | 8 maggio 2010     | WISE              |
| 468262 - | 2015 BH406               | 1º febbraio 2006  | Spacewatch        |
| 468263 - | 2015 BA408               | 29 settembre 1994 | Spacewatch        |
| 468264 - | 2015 BA455               | 10 febbraio 2010  | Spacewatch        |
| 468265 - | 2015 BO471               | 14 ottobre 2009   | Mt. Lemmon Survey |
| 468266 - | 2015 BF474               | 27 dicembre 2006  | Mt. Lemmon Survey |
| 468267 - | 2015 BX480               | 10 dicembre 2009  | Mt. Lemmon Survey |
| 468268 - | 2015 BO497               | 12 settembre 2007 | Mt. Lemmon Survey |
| 468269 - | 2015 CK1                 | 2 marzo 2006      | Spacewatch        |
| 468270 - | 2015 CE6                 | 26 gennaio 2006   | Spacewatch        |
| 468271 - | 2015 CJ9                 | 16 giugno 2010    | WISE              |
| 468272 - | 2015 CS14                | 24 settembre 2008 | Spacewatch        |
| 468273 - | 2015 CD15                | 16 febbraio 2004  | Spacewatch        |
| 468274 - | 2015 CK15                | 6 gennaio 2010    | Spacewatch        |
| 468275 - | 2015 CE28                | 23 giugno 2010    | WISE              |
| 468276 - | 2015 CX28                | 25 aprile 2007    | Spacewatch        |
| 468277 - | 2015 CT36                | 15 settembre 2007 | Mt. Lemmon Survey |
| 468278 - | 2015 CZ42                | 11 ottobre 2012   | Mt. Lemmon Survey |
| 468279 - | 2015 DX4                 | 15 ottobre 2009   | CSS               |
| 468280 - | 2015 DE12                | 20 marzo 2010     | Mt. Lemmon Survey |
| 468281 - | 2015 DY13                | 15 settembre 2004 | Spacewatch        |
| 468282 - | 2015 DM65                | 21 dicembre 2008  | Spacewatch        |
| 468283 - | 2015 DP68                | 26 febbraio 2008  | Mt. Lemmon Survey |
| 468284 - | 2015 DQ80                | 1º gennaio 2009   | Spacewatch        |
| 468285 - | 2015 DO100               | 18 novembre 2008  | Spacewatch        |
| 468286 - | 2015 DX108               | 25 aprile 2007    | Spacewatch        |
| 468287 - | 2015 DH111               | 6 ottobre 2007    | Spacewatch        |
| 468288 - | 2015 DW140               | 26 settembre 2008 | Spacewatch        |
| 468289 - | 2015 DA147               | 22 settembre 2008 | CSS               |
| 468290 - | 2015 DT159               | 2 gennaio 2009    | Mt. Lemmon Survey |
| 468291 - | 2015 DV161               | 29 dicembre 2003  | Spacewatch        |
| 468292 - | 2015 DU172               | 12 ottobre 2007   | Mt. Lemmon Survey |
| 468293 - | 2015 DF173               | 6 ottobre 1999    | Spacewatch        |
| 468294 - | 2015 DW193               | 1º gennaio 2009   | Mt. Lemmon Survey |
| 468295 - | 2015 EV2                 | 29 dicembre 2003  | Spacewatch        |
| 468296 - | 2015 EP13                | 9 novembre 1999   | Spacewatch        |
| 468297 - | 2015 EZ16                | 10 ottobre 2004   | Spacewatch        |
| 468298 - | 2015 EP17                | 21 dicembre 2008  | Spacewatch        |
| 468299 - | 2015 ET18                | 3 novembre 2005   | CSS               |
| 468300 - | 2015 FH3                 | 27 dicembre 2006  | Spacewatch        |

## 468301-468400
| Nome     | Designazione provvisoria | Data di scoperta  | Scopritore           |
| -------- | ------------------------ | ----------------- | -------------------- |
| 468301 - | 2015 FX125               | 14 giugno 2012    | Mt. Lemmon Survey    |
| 468302 - | 2015 FO211               | 21 settembre 2009 | Spacewatch           |
| 468303 - | 2015 FO339               | 11 aprile 2007    | Siding Spring Survey |
| 468304 - | 2015 HC7                 | 12 novembre 2010  | Spacewatch           |
| 468305 - | 2015 YA8                 | 21 agosto 2008    | Spacewatch           |
| 468306 - | 2016 AK75                | 8 marzo 2005      | CSS                  |
| 468307 - | 2016 AB108               | 10 dicembre 2004  | LINEAR               |
| 468308 - | 2016 AM123               | 4 novembre 2005   | Mt. Lemmon Survey    |
| 468309 - | 2016 AD128               | 19 giugno 2004    | LONEOS               |
| 468310 - | 2016 AC182               | 1º giugno 2008    | Mt. Lemmon Survey    |
| 468311 - | 2016 BJ10                | 17 aprile 2009    | CSS                  |
| 468312 - | 2016 BW38                | 27 gennaio 2006   | CSS                  |
| 468313 - | 2016 BU62                | 27 ottobre 2003   | Spacewatch           |
| 468314 - | 2016 CU26                | 30 marzo 2008     | CSS                  |
| 468315 - | 2016 CJ49                | 13 gennaio 2002   | Spacewatch           |
| 468316 - | 2016 CJ65                | 14 dicembre 2010  | Mt. Lemmon Survey    |
| 468317 - | 2016 CW65                | 8 dicembre 2010   | CSS                  |
| 468318 - | 2016 CP70                | 21 settembre 2003 | Spacewatch           |
| 468319 - | 2016 CT71                | 3 novembre 1999   | Spacewatch           |
| 468320 - | 2016 CQ75                | 30 settembre 2010 | Mt. Lemmon Survey    |
| 468321 - | 2016 CD83                | 10 novembre 2004  | Spacewatch           |
| 468322 - | 2016 CX84                | 27 gennaio 2007   | CSS                  |
| 468323 - | 2016 CE89                | 2 maggio 2006     | Mt. Lemmon Survey    |
| 468324 - | 2016 CR102               | 17 giugno 2009    | Mt. Lemmon Survey    |
| 468325 - | 2016 CM110               | 14 marzo 2007     | LONEOS               |
| 468326 - | 2016 CW149               | 3 marzo 2005      | CSS                  |
| 468327 - | 2016 CT189               | 26 marzo 2010     | WISE                 |
| 468328 - | 2016 CH225               | 18 dicembre 2009  | Mt. Lemmon Survey    |
| 468329 - | 2016 CU231               | 21 ottobre 2006   | CSS                  |
| 468330 - | 2016 CP240               | 26 ottobre 2005   | Spacewatch           |
| 468331 - | 2016 CC243               | 16 novembre 2006  | Mt. Lemmon Survey    |
| 468332 - | 2016 CJ243               | 17 marzo 2012     | CSS                  |
| 468333 - | 2016 DK16                | 17 agosto 2009    | Spacewatch           |
| 468334 - | 2016 DK23                | 20 dicembre 2009  | Mt. Lemmon Survey    |
| 468335 - | 2016 ET4                 | 7 aprile 2008     | Mt. Lemmon Survey    |
| 468336 - | 2016 ET7                 | 28 ottobre 2008   | Mt. Lemmon Survey    |
| 468337 - | 2016 EN36                | 14 dicembre 2006  | Spacewatch           |
| 468338 - | 2016 EW53                | 29 gennaio 2011   | Mt. Lemmon Survey    |
| 468339 - | 2016 EC63                | 12 gennaio 2010   | Spacewatch           |
| 468340 - | 2016 EA65                | 9 febbraio 2010   | Spacewatch           |
| 468341 - | 2016 EL66                | 10 marzo 2005     | Mt. Lemmon Survey    |
| 468342 - | 2016 ER73                | 30 novembre 2008  | Spacewatch           |
| 468343 - | 2016 ED77                | 1º ottobre 1999   | Spacewatch           |
| 468344 - | 2016 EN79                | 7 luglio 2005     | Spacewatch           |
| 468345 - | 2016 EJ80                | 24 maggio 2006    | Spacewatch           |
| 468346 - | 2016 ER80                | 16 febbraio 2002  | Spacewatch           |
| 468347 - | 2016 EN87                | 13 gennaio 2002   | Spacewatch           |
| 468348 - | 2016 ER108               | 16 agosto 2009    | Spacewatch           |
| 468349 - | 2016 ER110               | 30 ottobre 2008   | Mt. Lemmon Survey    |
| 468350 - | 2016 EH113               | 20 aprile 2012    | Siding Spring Survey |
| 468351 - | 2016 EO129               | 11 marzo 2007     | Mt. Lemmon Survey    |
| 468352 - | 2016 EB136               | 5 aprile 2000     | Spacewatch           |
| 468353 - | 2016 EL136               | 18 settembre 2010 | Mt. Lemmon Survey    |
| 468354 - | 2016 EJ141               | 4 ottobre 2007    | Mt. Lemmon Survey    |
| 468355 - | 2016 EF144               | 29 settembre 2009 | Mt. Lemmon Survey    |
| 468356 - | 2016 EP145               | 8 marzo 2005      | Mt. Lemmon Survey    |
| 468357 - | 2016 EW154               | 12 ottobre 2005   | Spacewatch           |
| 468358 - | 2016 EH161               | 3 dicembre 2010   | CSS                  |
| 468359 - | 2016 EN161               | 28 gennaio 2007   | CSS                  |
| 468360 - | 2016 EM162               | 11 gennaio 1999   | Spacewatch           |
| 468361 - | 2016 EC171               | 21 marzo 2002     | Spacewatch           |
| 468362 - | 2016 EC179               | 18 febbraio 2010  | Spacewatch           |
| 468363 - | 2016 EH181               | 8 maggio 2005     | Mt. Lemmon Survey    |
| 468364 - | 2016 EK187               | 9 novembre 2009   | Spacewatch           |
| 468365 - | 2016 EF196               | 25 febbraio 2012  | Mt. Lemmon Survey    |
| 468366 - | 2016 EO202               | 19 settembre 2001 | LINEAR               |
| 468367 - | 2016 FX9                 | 22 novembre 2009  | Mt. Lemmon Survey    |
| 468368 - | 2016 FV15                | 8 ottobre 1996    | Spacewatch           |
| 468369 - | 2016 FH34                | 30 aprile 2011    | Mt. Lemmon Survey    |
| 468370 - | 2016 FG36                | 4 marzo 2005      | Mt. Lemmon Survey    |
| 468371 - | 2016 FL36                | 24 maggio 2001    | Spacewatch           |
| 468372 - | 2016 FP38                | 7 novembre 2007   | Mt. Lemmon Survey    |
| 468373 - | 2016 FG41                | 28 novembre 2005  | Mt. Lemmon Survey    |
| 468374 - | 2016 FM43                | 9 maggio 2002     | LINEAR               |
| 468375 - | 2016 FB46                | 31 gennaio 2006   | Spacewatch           |
| 468376 - | 2016 FK54                | 1º settembre 2005 | Spacewatch           |
| 468377 - | 2016 FV54                | 12 marzo 2008     | Spacewatch           |
| 468378 - | 2016 FZ54                | 17 ottobre 2009   | Mt. Lemmon Survey    |
| 468379 - | 2016 FB56                | 10 marzo 2005     | Spacewatch           |
| 468380 - | 2016 FM56                | 29 gennaio 2009   | Mt. Lemmon Survey    |
| 468381 - | 2016 GH10                | 29 ottobre 2008   | Spacewatch           |
| 468382 - | 2016 GR12                | 26 ottobre 2009   | Spacewatch           |
| 468383 - | 2016 GA13                | 25 maggio 2006    | Spacewatch           |
| 468384 - | 2016 GP13                | 9 ottobre 2013    | Spacewatch           |
| 468385 - | 2016 GS65                | 2 febbraio 2005   | Spacewatch           |
| 468386 - | 2016 GW65                | 29 dicembre 2003  | Spacewatch           |
| 468387 - | 2016 GT101               | 12 novembre 2007  | Mt. Lemmon Survey    |
| 468388 - | 2016 GL102               | 10 ottobre 2007   | Mt. Lemmon Survey    |
| 468389 - | 2016 GX103               | 7 febbraio 2008   | Spacewatch           |
| 468390 - | 2016 GP105               | 8 ottobre 2004    | Spacewatch           |
| 468391 - | 2016 GS107               | 6 aprile 2005     | Spacewatch           |
| 468392 - | 2016 GC112               | 14 dicembre 2004  | CSS                  |
| 468393 - | 2016 GD113               | 5 aprile 2011     | Mt. Lemmon Survey    |
| 468394 - | 2016 GN119               | 24 giugno 2009    | Mt. Lemmon Survey    |
| 468395 - | 2016 GH121               | 13 marzo 2005     | Spacewatch           |
| 468396 - | 2016 GJ121               | 13 settembre 2005 | Spacewatch           |
| 468397 - | 2016 GR124               | 1º giugno 2010    | WISE                 |
| 468398 - | 2016 GW125               | 30 settembre 2003 | Spacewatch           |
| 468399 - | 2016 GN126               | 15 settembre 2006 | Spacewatch           |
| 468400 - | 2016 GU126               | 5 novembre 2005   | Mt. Lemmon Survey    |

## 468401-468500
| Nome     | Designazione provvisoria | Data di scoperta  | Scopritore                                                 |
| -------- | ------------------------ | ----------------- | ---------------------------------------------------------- |
| 468401 - | 2016 GA127               | 11 ottobre 2007   | Spacewatch                                                 |
| 468402 - | 2016 GC130               | 22 aprile 2009    | Mt. Lemmon Survey                                          |
| 468403 - | 2016 GX132               | 3 aprile 2010     | WISE                                                       |
| 468404 - | 2016 GB133               | 24 febbraio 2006  | Mt. Lemmon Survey                                          |
| 468405 - | 2016 GP154               | 29 novembre 2011  | Spacewatch                                                 |
| 468406 - | 2016 GT154               | 17 marzo 2005     | CSS                                                        |
| 468407 - | 2016 GP165               | 2 aprile 2005     | Mt. Lemmon Survey                                          |
| 468408 - | 2016 GH174               | 7 gennaio 2006    | Spacewatch                                                 |
| 468409 - | 2016 GK175               | 13 settembre 2007 | Mt. Lemmon Survey                                          |
| 468410 - | 2016 GU176               | 25 maggio 2006    | Mt. Lemmon Survey                                          |
| 468411 - | 2016 GF180               | 12 gennaio 2010   | CSS                                                        |
| 468412 - | 2016 GF191               | 14 febbraio 2010  | Spacewatch                                                 |
| 468413 - | 2016 GH191               | 1º luglio 2008    | Spacewatch                                                 |
| 468414 - | 2016 GV204               | 6 novembre 2010   | Mt. Lemmon Survey                                          |
| 468415 - | 2016 GZ204               | 22 dicembre 2005  | Spacewatch                                                 |
| 468416 - | 2016 GO215               | 19 settembre 2003 | Spacewatch                                                 |
| 468417 - | 1995 SB69                | 27 settembre 1995 | Spacewatch                                                 |
| 468418 - | 1999 CE23                | 10 febbraio 1999  | LINEAR                                                     |
| 468419 - | 1999 TV20                | 7 ottobre 1999    | Tucker, R. A.                                              |
| 468420 - | 1999 TS130               | 6 ottobre 1999    | LINEAR                                                     |
| 468421 - | 1999 VP46                | 3 novembre 1999   | LINEAR                                                     |
| 468422 - | 2000 FA8                 | 27 marzo 2000     | Kavelaars, J. J., Gladman, B., Petit, J.-M., Holman, M. J. |
| 468423 - | 2000 KZ39                | 25 maggio 2000    | Spacewatch                                                 |
| 468424 - | 2000 QL216               | 31 agosto 2000    | LINEAR                                                     |
| 468425 - | 2000 UD34                | 7 ottobre 2000    | Spacewatch                                                 |
| 468426 - | 2000 US64                | 25 ottobre 2000   | LINEAR                                                     |
| 468427 - | 2000 WB151               | 20 novembre 2000  | LINEAR                                                     |
| 468428 - | 2001 PL36                | 11 agosto 2001    | NEAT                                                       |
| 468429 - | 2001 RQ112               | 12 settembre 2001 | LINEAR                                                     |
| 468430 - | 2001 RO125               | 12 settembre 2001 | LINEAR                                                     |
| 468431 - | 2001 SL32                | 16 settembre 2001 | LINEAR                                                     |
| 468432 - | 2001 SN301               | 20 settembre 2001 | LINEAR                                                     |
| 468433 - | 2001 TZ143               | 10 ottobre 2001   | NEAT                                                       |
| 468434 - | 2001 UZ15                | 17 ottobre 2001   | LINEAR                                                     |
| 468435 - | 2001 UK199               | 19 ottobre 2001   | NEAT                                                       |
| 468436 - | 2001 WO4                 | 19 novembre 2001  | LINEAR                                                     |
| 468437 - | 2001 XX187               | 10 dicembre 2001  | Spacewatch                                                 |
| 468438 - | 2001 XJ217               | 14 dicembre 2001  | LINEAR                                                     |
| 468439 - | 2002 AX17                | 12 gennaio 2002   | LINEAR                                                     |
| 468440 - | 2002 AE194               | 12 gennaio 2002   | Spacewatch                                                 |
| 468441 - | 2002 ON24                | 18 luglio 2002    | LINEAR                                                     |
| 468442 - | 2002 QK61                | 18 agosto 2002    | NEAT                                                       |
| 468443 - | 2002 QE137               | 16 agosto 2002    | NEAT                                                       |
| 468444 - | 2002 RZ210               | 15 settembre 2002 | Spacewatch                                                 |
| 468445 - | 2002 SS28                | 30 settembre 2002 | LINEAR                                                     |
| 468446 - | 2002 XX4                 | 5 dicembre 2002   | LINEAR                                                     |
| 468447 - | 2003 EW15                | 7 marzo 2003      | NEAT                                                       |
| 468448 - | 2003 LS3                 | 4 giugno 2003     | LINEAR                                                     |
| 468449 - | 2003 MF1                 | 24 giugno 2003    | CINEOS                                                     |
| 468450 - | 2003 OW16                | 29 luglio 2003    | LINEAR                                                     |
| 468451 - | 2003 QL111               | 31 agosto 2003    | LINEAR                                                     |
| 468452 - | 2003 SD170               | 22 settembre 2003 | NEAT                                                       |
| 468453 - | 2003 SL369               | 26 settembre 2003 | Sloan Digital Sky Survey                                   |
| 468454 - | 2003 UK3                 | 2 settembre 2003  | LINEAR                                                     |
| 468455 - | 2003 UW151               | 21 ottobre 2003   | Spacewatch                                                 |
| 468456 - | 2003 UQ365               | 20 ottobre 2003   | Spacewatch                                                 |
| 468457 - | 2003 WH7                 | 3 novembre 2003   | LINEAR                                                     |
| 468458 - | 2003 WH14                | 24 ottobre 2003   | LINEAR                                                     |
| 468459 - | 2003 WW24                | 20 novembre 2003  | LINEAR                                                     |
| 468460 - | 2003 YA                  | 16 dicembre 2003  | Yeung, W. K. Y.                                            |
| 468461 - | 2003 YS76                | 24 novembre 2003  | Spacewatch                                                 |
| 468462 - | 2004 BS102               | 30 gennaio 2004   | Spacewatch                                                 |
| 468463 - | 2004 CY10                | 11 febbraio 2004  | NEAT                                                       |
| 468464 - | 2004 EL19                | 14 marzo 2004     | Spacewatch                                                 |
| 468465 - | 2004 FQ153               | 29 febbraio 2004  | Spacewatch                                                 |
| 468466 - | 2004 JC21                | 22 aprile 2004    | Spacewatch                                                 |
| 468467 - | 2004 KK10                | 21 maggio 2004    | LINEAR                                                     |
| 468468 - | 2004 KH17                | 29 maggio 2004    | LINEAR                                                     |
| 468469 - | 2004 NS21                | 15 luglio 2004    | LINEAR                                                     |
| 468470 - | 2004 QB20                | 23 agosto 2004    | Goodricke-Pigott                                           |
| 468471 - | 2004 RU79                | 7 settembre 2004  | LINEAR                                                     |
| 468472 - | 2004 RC110               | 10 settembre 2004 | LINEAR                                                     |
| 468473 - | 2004 RV153               | 10 settembre 2004 | LINEAR                                                     |
| 468474 - | 2004 RG200               | 10 settembre 2004 | LINEAR                                                     |
| 468475 - | 2004 RK202               | 11 settembre 2004 | LINEAR                                                     |
| 468476 - | 2004 RW218               | 11 settembre 2004 | LINEAR                                                     |
| 468477 - | 2004 RV235               | 10 settembre 2004 | LINEAR                                                     |
| 468478 - | 2004 RJ309               | 13 settembre 2004 | LINEAR                                                     |
| 468479 - | 2004 RF332               | 14 settembre 2004 | NEAT                                                       |
| 468480 - | 2004 TU7                 | 5 ottobre 2004    | LINEAR                                                     |
| 468481 - | 2004 TP20                | 15 ottobre 2004   | LINEAR                                                     |
| 468482 - | 2004 TO97                | 5 ottobre 2004    | Spacewatch                                                 |
| 468483 - | 2004 TV139               | 9 ottobre 2004    | LONEOS                                                     |
| 468484 - | 2004 TM280               | 10 ottobre 2004   | NEAT                                                       |
| 468485 - | 2004 TX327               | 4 ottobre 2004    | NEAT                                                       |
| 468486 - | 2004 WZ11                | 19 novembre 2004  | LINEAR                                                     |
| 468487 - | 2004 XB61                | 9 dicembre 2004   | CSS                                                        |
| 468488 - | 2004 XS160               | 14 dicembre 2004  | Spacewatch                                                 |
| 468489 - | 2005 AC25                | 7 gennaio 2005    | CINEOS                                                     |
| 468490 - | 2005 FV14                | 16 marzo 2005     | CSS                                                        |
| 468491 - | 2005 GB44                | 9 marzo 2005      | Spacewatch                                                 |
| 468492 - | 2005 GB49                | 5 aprile 2005     | Mt. Lemmon Survey                                          |
| 468493 - | 2005 GT89                | 5 aprile 2005     | Mt. Lemmon Survey                                          |
| 468494 - | 2005 GY128               | 11 aprile 2005    | CSS                                                        |
| 468495 - | 2005 GN132               | 10 aprile 2005    | Spacewatch                                                 |
| 468496 - | 2005 GM138               | 12 aprile 2005    | Spacewatch                                                 |
| 468497 - | 2005 HR2                 | 7 aprile 2005     | Spacewatch                                                 |
| 468498 - | 2005 JX50                | 4 maggio 2005     | Spacewatch                                                 |
| 468499 - | 2005 JH52                | 4 maggio 2005     | Spacewatch                                                 |
| 468500 - | 2005 JR108               | 6 maggio 2005     | Deep Lens Survey                                           |

## 468501-468600
| Nome                   | Designazione provvisoria | Data di scoperta  | Scopritore           |
| ---------------------- | ------------------------ | ----------------- | -------------------- |
| 468501 -               | 2005 JY184               | 10 maggio 2005    | Spacewatch           |
| 468502 -               | 2005 LQ17                | 6 giugno 2005     | Spacewatch           |
| 468503 -               | 2005 LF28                | 9 giugno 2005     | Spacewatch           |
| 468504 -               | 2005 LC38                | 11 giugno 2005    | Spacewatch           |
| 468505 -               | 2005 LC52                | 15 giugno 2005    | Mt. Lemmon Survey    |
| 468506 -               | 2005 MA30                | 29 giugno 2005    | Spacewatch           |
| 468507 -               | 2005 NB6                 | 4 luglio 2005     | LINEAR               |
| 468508 -               | 2005 NZ40                | 3 luglio 2005     | Mt. Lemmon Survey    |
| 468509 -               | 2005 NP125               | 23 dicembre 2001  | Spacewatch           |
| 468510 -               | 2005 QM51                | 26 agosto 2005    | CINEOS               |
| 468511 -               | 2005 QO142               | 30 agosto 2005    | CINEOS               |
| 468512 -               | 2005 QJ170               | 29 agosto 2005    | NEAT                 |
| 468513 -               | 2005 RW18                | 1º settembre 2005 | Spacewatch           |
| 468514 -               | 2005 RE21                | 3 settembre 2005  | Tucker, R. A.        |
| 468515 -               | 2005 SC57                | 26 settembre 2005 | Spacewatch           |
| 468516 -               | 2005 SE110               | 26 settembre 2005 | Spacewatch           |
| 468517 -               | 2005 TV28                | 2 ottobre 2005    | NEAT                 |
| 468518 -               | 2005 TM122               | 26 settembre 2005 | Spacewatch           |
| 468519 -               | 2005 TT174               | 1º ottobre 2005   | CSS                  |
| 468520 -               | 2005 UW106               | 22 ottobre 2005   | Spacewatch           |
| 468521 -               | 2005 UT157               | 27 ottobre 2005   | Bickel, W.           |
| 468522 -               | 2005 UH199               | 25 ottobre 2005   | Mt. Lemmon Survey    |
| 468523 -               | 2005 UP211               | 27 ottobre 2005   | Spacewatch           |
| 468524 -               | 2005 UM413               | 25 ottobre 2005   | Spacewatch           |
| 468525 -               | 2005 WX143               | 25 novembre 2005  | Mt. Lemmon Survey    |
| 468526 -               | 2005 YM34                | 24 dicembre 2005  | Spacewatch           |
| 468527 -               | 2005 YA62                | 24 dicembre 2005  | Spacewatch           |
| 468528 -               | 2005 YO93                | 26 dicembre 2005  | Spacewatch           |
| 468529 -               | 2005 YN192               | 30 dicembre 2005  | Spacewatch           |
| 468530 -               | 2005 YR245               | 30 dicembre 2005  | Spacewatch           |
| 468531 -               | 2005 YA288               | 30 dicembre 2005  | CSS                  |
| 468532 -               | 2006 AJ81                | 5 gennaio 2006    | CSS                  |
| 468533 -               | 2006 BN50                | 25 gennaio 2006   | Spacewatch           |
| 468534 -               | 2006 BS180               | 27 gennaio 2006   | Mt. Lemmon Survey    |
| 468535 -               | 2006 BG233               | 31 gennaio 2006   | Spacewatch           |
| 468536 -               | 2006 ES47                | 4 marzo 2006      | Spacewatch           |
| 468537 -               | 2006 GN17                | 2 aprile 2006     | Spacewatch           |
| 468538 -               | 2006 HL93                | 29 aprile 2006    | Spacewatch           |
| 468539 -               | 2006 KA75                | 23 maggio 2006    | Spacewatch           |
| 468540 -               | 2006 MD12                | 20 giugno 2006    | Mt. Lemmon Survey    |
| 468541 -               | 2006 QA31                | 23 agosto 2006    | Siding Spring Survey |
| 468542 -               | 2006 QZ52                | 22 luglio 2006    | Mt. Lemmon Survey    |
| 468543 -               | 2006 RS3                 | 1º luglio 2006    | CSS                  |
| 468544 -               | 2006 SO23                | 18 settembre 2006 | CSS                  |
| 468545 -               | 2006 SS71                | 19 settembre 2006 | Spacewatch           |
| 468546 -               | 2006 SU99                | 18 settembre 2006 | Spacewatch           |
| 468547 -               | 2006 SA135               | 20 settembre 2006 | NEAT                 |
| 468548 -               | 2006 SH141               | 25 settembre 2006 | LONEOS               |
| 468549 -               | 2006 SK213               | 27 settembre 2006 | CSS                  |
| 468550 -               | 2006 SE320               | 27 settembre 2006 | Spacewatch           |
| 468551 -               | 2006 SB337               | 28 settembre 2006 | Spacewatch           |
| 468552 -               | 2006 SW396               | 18 settembre 2006 | Spacewatch           |
| 468553 -               | 2006 TN11                | 2 ottobre 2006    | Mt. Lemmon Survey    |
| 468554 -               | 2006 TF51                | 12 ottobre 2006   | Spacewatch           |
| 468555 -               | 2006 UB15                | 17 ottobre 2006   | Mt. Lemmon Survey    |
| 468556 -               | 2006 UY37                | 16 ottobre 2006   | Spacewatch           |
| 468557 -               | 2006 UY106               | 3 ottobre 2006    | Mt. Lemmon Survey    |
| 468558 -               | 2006 UW127               | 2 ottobre 2006    | Mt. Lemmon Survey    |
| 468559 -               | 2006 UB136               | 30 settembre 2006 | Mt. Lemmon Survey    |
| 468560 -               | 2006 UD335               | 16 ottobre 2006   | Spacewatch           |
| 468561 -               | 2006 VV100               | 12 ottobre 2006   | Spacewatch           |
| 468562 -               | 2006 VZ134               | 20 ottobre 2006   | Mt. Lemmon Survey    |
| 468563 -               | 2006 VZ148               | 1º novembre 2006  | CSS                  |
| 468564 -               | 2006 WZ134               | 18 novembre 2006  | CSS                  |
| 468565 -               | 2006 WN183               | 2 novembre 2006   | CSS                  |
| 468566 -               | 2006 WA185               | 22 novembre 2006  | Spacewatch           |
| 468567 -               | 2006 WQ205               | 24 novembre 2006  | Mt. Lemmon Survey    |
| 468568 -               | 2006 XD3                 | 13 dicembre 2006  | LINEAR               |
| 468569 -               | 2006 XJ17                | 10 dicembre 2006  | Spacewatch           |
| 468570 -               | 2006 YS25                | 21 dicembre 2006  | Spacewatch           |
| 468571 -               | 2007 DW71                | 21 febbraio 2007  | Spacewatch           |
| 468572 -               | 2007 EB57                | 28 gennaio 2007   | Mt. Lemmon Survey    |
| 468573 -               | 2007 ER145               | 26 febbraio 2007  | Mt. Lemmon Survey    |
| 468574 -               | 2007 EH155               | 12 marzo 2007     | Spacewatch           |
| 468575 -               | 2007 EF193               | 8 febbraio 2007   | Spacewatch           |
| 468576 -               | 2007 FB40                | 12 marzo 2007     | CSS                  |
| 468577 -               | 2007 GZ37                | 13 marzo 2007     | Mt. Lemmon Survey    |
| 468578 -               | 2007 HD79                | 23 aprile 2007    | CSS                  |
| 468579 -               | 2007 HB87                | 24 aprile 2007    | Spacewatch           |
| 468580 -               | 2007 JJ9                 | 15 aprile 2007    | CSS                  |
| 468581 Maiajasperwhite | 2007 JW33                | 11 maggio 2007    | LUSS                 |
| 468582 -               | 2007 JR38                | 13 maggio 2007    | Mt. Lemmon Survey    |
| 468583 -               | 2007 LS                  | 8 giugno 2007     | Spacewatch           |
| 468584 -               | 2007 LN11                | 26 maggio 2007    | Mt. Lemmon Survey    |
| 468585 -               | 2007 LH26                | 14 giugno 2007    | Spacewatch           |
| 468586 -               | 2007 RR49                | 9 settembre 2007  | Mt. Lemmon Survey    |
| 468587 -               | 2007 RS132               | 4 settembre 2007  | CSS                  |
| 468588 -               | 2007 RA189               | 15 giugno 2007    | Spacewatch           |
| 468589 -               | 2007 RF271               | 15 settembre 2007 | Spacewatch           |
| 468590 -               | 2007 RP290               | 10 settembre 2007 | Mt. Lemmon Survey    |
| 468591 -               | 2007 RR299               | 12 settembre 2007 | Mt. Lemmon Survey    |
| 468592 -               | 2007 TX195               | 7 ottobre 2007    | Mt. Lemmon Survey    |
| 468593 -               | 2007 TT301               | 12 ottobre 2007   | Spacewatch           |
| 468594 -               | 2007 TX369               | 11 ottobre 2007   | Tucker, R. A.        |
| 468595 -               | 2007 TU405               | 15 ottobre 2007   | Spacewatch           |
| 468596 -               | 2007 UR22                | 16 ottobre 2007   | Spacewatch           |
| 468597 -               | 2007 UD49                | 21 ottobre 2007   | Spacewatch           |
| 468598 -               | 2007 UG111               | 11 aprile 2005    | Mt. Lemmon Survey    |
| 468599 -               | 2007 UF121               | 30 ottobre 2007   | Mt. Lemmon Survey    |
| 468600 -               | 2007 UF138               | 19 ottobre 2007   | LINEAR               |

## 468601-468700
| Nome     | Designazione provvisoria | Data di scoperta  | Scopritore             |
| -------- | ------------------------ | ----------------- | ---------------------- |
| 468601 - | 2007 VX125               | 9 ottobre 2007    | CSS                    |
| 468602 - | 2007 VQ138               | 15 settembre 2007 | Mt. Lemmon Survey      |
| 468603 - | 2007 VE164               | 5 novembre 2007   | Spacewatch             |
| 468604 - | 2007 VA254               | 14 novembre 2007  | Spacewatch             |
| 468605 - | 2007 VB261               | 26 settembre 2006 | Spacewatch             |
| 468606 - | 2007 VW267               | 9 novembre 2007   | LINEAR                 |
| 468607 - | 2007 VO296               | 15 novembre 2007  | CSS                    |
| 468608 - | 2007 WN12                | 17 novembre 2007  | CSS                    |
| 468609 - | 2007 XM1                 | 8 novembre 2007   | CSS                    |
| 468610 - | 2007 YK13                | 11 novembre 2007  | Mt. Lemmon Survey      |
| 468611 - | 2007 YT34                | 28 dicembre 2007  | Spacewatch             |
| 468612 - | 2007 YQ70                | 30 dicembre 2007  | Mt. Lemmon Survey      |
| 468613 - | 2008 AM83                | 28 dicembre 2007  | Spacewatch             |
| 468614 - | 2008 AB87                | 15 dicembre 2007  | Spacewatch             |
| 468615 - | 2008 BB                  | 31 dicembre 2007  | Spacewatch             |
| 468616 - | 2008 DL46                | 10 febbraio 2008  | Mt. Lemmon Survey      |
| 468617 - | 2008 EM86                | 28 febbraio 2008  | Spacewatch             |
| 468618 - | 2008 EW151               | 10 marzo 2008     | Spacewatch             |
| 468619 - | 2008 EC165               | 1º marzo 2008     | LINEAR                 |
| 468620 - | 2008 FW25                | 1º marzo 2008     | Spacewatch             |
| 468621 - | 2008 FB45                | 28 marzo 2008     | Mt. Lemmon Survey      |
| 468622 - | 2008 FN97                | 12 febbraio 2008  | Spacewatch             |
| 468623 - | 2008 GU111               | 9 aprile 2008     | LINEAR                 |
| 468624 - | 2008 HN7                 | 24 aprile 2008    | Spacewatch             |
| 468625 - | 2008 HW18                | 26 aprile 2008    | Mt. Lemmon Survey      |
| 468626 - | 2008 KB16                | 30 aprile 2008    | Mt. Lemmon Survey      |
| 468627 - | 2008 OD17                | 29 luglio 2008    | Spacewatch             |
| 468628 - | 2008 OG18                | 30 luglio 2008    | Spacewatch             |
| 468629 - | 2008 PH10                | 5 agosto 2008     | OAM                    |
| 468630 - | 2008 RZ32                | 2 settembre 2008  | Spacewatch             |
| 468631 - | 2008 RW34                | 2 settembre 2008  | Spacewatch             |
| 468632 - | 2008 RC80                | 13 settembre 2008 | Lacruz, J.             |
| 468633 - | 2008 SP4                 | 22 agosto 2008    | Spacewatch             |
| 468634 - | 2008 SB12                | 23 settembre 2008 | CSS                    |
| 468635 - | 2008 SB31                | 20 settembre 2008 | Spacewatch             |
| 468636 - | 2008 SJ92                | 9 settembre 2008  | Mt. Lemmon Survey      |
| 468637 - | 2008 SD95                | 21 settembre 2008 | Spacewatch             |
| 468638 - | 2008 SW220               | 9 settembre 2008  | Mt. Lemmon Survey      |
| 468639 - | 2008 SV226               | 28 settembre 2008 | Mt. Lemmon Survey      |
| 468640 - | 2008 SM285               | 20 settembre 2008 | Mt. Lemmon Survey      |
| 468641 - | 2008 SZ299               | 22 settembre 2008 | CSS                    |
| 468642 - | 2008 TM6                 | 7 settembre 2008  | CSS                    |
| 468643 - | 2008 TU42                | 1º ottobre 2008   | Mt. Lemmon Survey      |
| 468644 - | 2008 TX78                | 2 settembre 2008  | Spacewatch             |
| 468645 - | 2008 TF136               | 8 ottobre 2008    | Spacewatch             |
| 468646 - | 2008 TS146               | 2 settembre 2008  | Spacewatch             |
| 468647 - | 2008 UC4                 | 23 ottobre 2008   | LINEAR                 |
| 468648 - | 2008 UL31                | 20 ottobre 2008   | Spacewatch             |
| 468649 - | 2008 UV41                | 20 ottobre 2008   | Spacewatch             |
| 468650 - | 2008 UH73                | 3 settembre 2008  | Spacewatch             |
| 468651 - | 2008 UH161               | 24 ottobre 2008   | Spacewatch             |
| 468652 - | 2008 UT176               | 26 settembre 2008 | Spacewatch             |
| 468653 - | 2008 UF186               | 24 ottobre 2008   | Spacewatch             |
| 468654 - | 2008 UJ214               | 24 ottobre 2008   | CSS                    |
| 468655 - | 2008 UF226               | 25 ottobre 2008   | CSS                    |
| 468656 - | 2008 UY355               | 29 ottobre 2008   | Mt. Lemmon Survey      |
| 468657 - | 2008 UO361               | 9 ottobre 2008    | LINEAR                 |
| 468658 - | 2008 VD35                | 2 novembre 2008   | Mt. Lemmon Survey      |
| 468659 - | 2008 WO23                | 2 novembre 2008   | LINEAR                 |
| 468660 - | 2008 WS78                | 20 novembre 2008  | Spacewatch             |
| 468661 - | 2008 WX87                | 21 novembre 2008  | Mt. Lemmon Survey      |
| 468662 - | 2008 WP103               | 22 ottobre 2008   | Spacewatch             |
| 468663 - | 2008 WG136               | 19 novembre 2008  | Spacewatch             |
| 468664 - | 2008 XU11                | 19 novembre 2008  | Spacewatch             |
| 468665 - | 2008 XX30                | 29 ottobre 2008   | Spacewatch             |
| 468666 - | 2008 YF48                | 29 dicembre 2008  | Mt. Lemmon Survey      |
| 468667 - | 2008 YD66                | 26 ottobre 2008   | Mt. Lemmon Survey      |
| 468668 - | 2008 YJ152               | 22 dicembre 2008  | Spacewatch             |
| 468669 - | 2009 AT11                | 21 novembre 2008  | Mt. Lemmon Survey      |
| 468670 - | 2009 AL31                | 15 gennaio 2009   | Spacewatch             |
| 468671 - | 2009 AL50                | 3 novembre 2008   | Spacewatch             |
| 468672 - | 2009 BH118               | 22 dicembre 2008  | Spacewatch             |
| 468673 - | 2009 BT175               | 29 gennaio 2009   | Mt. Lemmon Survey      |
| 468674 - | 2009 CL64                | 3 febbraio 2009   | Spacewatch             |
| 468675 - | 2009 DB3                 | 17 febbraio 2009  | Hormuth, F.            |
| 468676 - | 2009 DF126               | 19 febbraio 2009  | Spacewatch             |
| 468677 - | 2009 FT49                | 25 settembre 2006 | Mt. Lemmon Survey      |
| 468678 - | 2009 KF15                | 26 maggio 2009    | CSS                    |
| 468679 - | 2009 KE28                | 1º maggio 2009    | Mt. Lemmon Survey      |
| 468680 - | 2009 MP6                 | 22 giugno 2009    | Mt. Lemmon Survey      |
| 468681 - | 2009 MZ6                 | 25 giugno 2009    | PMO NEO Survey Program |
| 468682 - | 2009 OS15                | 28 luglio 2009    | Spacewatch             |
| 468683 - | 2009 PF21                | 24 giugno 2009    | Mt. Lemmon Survey      |
| 468684 - | 2009 QY33                | 27 agosto 2009    | OAM                    |
| 468685 - | 2009 QW58                | 29 agosto 2009    | Spacewatch             |
| 468686 - | 2009 RR10                | 12 settembre 2009 | Spacewatch             |
| 468687 - | 2009 SL103               | 13 dicembre 1999  | CSS                    |
| 468688 - | 2009 SC168               | 7 ottobre 2005    | CSS                    |
| 468689 - | 2009 SA234               | 23 settembre 2009 | Spacewatch             |
| 468690 - | 2009 SG271               | 24 settembre 2009 | Spacewatch             |
| 468691 - | 2009 ST353               | 29 settembre 2009 | Mt. Lemmon Survey      |
| 468692 - | 2009 UC65                | 21 settembre 2009 | Spacewatch             |
| 468693 - | 2009 UF107               | 19 marzo 2007     | Mt. Lemmon Survey      |
| 468694 - | 2009 UZ114               | 12 settembre 2009 | Spacewatch             |
| 468695 - | 2009 UX134               | 23 ottobre 2009   | Spacewatch             |
| 468696 - | 2009 VF12                | 8 novembre 2009   | Mt. Lemmon Survey      |
| 468697 - | 2009 VZ112               | 9 novembre 2009   | Spacewatch             |
| 468698 - | 2009 WY42                | 17 novembre 2009  | CSS                    |
| 468699 - | 2009 WK75                | 18 novembre 2009  | Spacewatch             |
| 468700 - | 2009 WK96                | 10 agosto 2007    | Spacewatch             |

## 468701-468800
| Nome          | Designazione provvisoria | Data di scoperta  | Scopritore        |
| ------------- | ------------------------ | ----------------- | ----------------- |
| 468701 -      | 2009 WP113               | 18 gennaio 2008   | Spacewatch        |
| 468702 -      | 2009 WY213               | 19 novembre 2009  | CSS               |
| 468703 -      | 2009 YO25                | 20 dicembre 2009  | Spacewatch        |
| 468704 -      | 2010 AL9                 | 6 gennaio 2010    | Spacewatch        |
| 468705 -      | 2010 BZ12                | 16 gennaio 2010   | WISE              |
| 468706 -      | 2010 BP35                | 18 gennaio 2010   | WISE              |
| 468707 -      | 2010 BP78                | 25 gennaio 2010   | WISE              |
| 468708 -      | 2010 BA95                | 27 gennaio 2010   | WISE              |
| 468709 -      | 2010 CB2                 | 8 gennaio 2010    | CSS               |
| 468710 -      | 2010 CX15                | 10 febbraio 2010  | WISE              |
| 468711 -      | 2010 CW120               | 19 dicembre 2009  | Mt. Lemmon Survey |
| 468712 -      | 2010 CM202               | 3 febbraio 2010   | WISE              |
| 468713 -      | 2010 DD6                 | 16 febbraio 2010  | Mt. Lemmon Survey |
| 468714 -      | 2010 DH44                | 17 febbraio 2010  | Spacewatch        |
| 468715 -      | 2010 DQ55                | 21 febbraio 2010  | WISE              |
| 468716 -      | 2010 EK80                | 23 ottobre 2008   | Spacewatch        |
| 468717 -      | 2010 EK82                | 12 marzo 2010     | Mt. Lemmon Survey |
| 468718 -      | 2010 EW94                | 14 marzo 2010     | Mt. Lemmon Survey |
| 468719 -      | 2010 EP106               | 4 marzo 2010      | Spacewatch        |
| 468720 -      | 2010 EO136               | 11 settembre 2007 | Spacewatch        |
| 468721 -      | 2010 FT89                | 19 marzo 2010     | Spacewatch        |
| 468722 -      | 2010 GF35                | 18 marzo 2010     | Spacewatch        |
| 468723 -      | 2010 GG45                | 5 aprile 2010     | WISE              |
| 468724 -      | 2010 GJ135               | 4 aprile 2010     | Spacewatch        |
| 468725 Khalat | 2010 JG3                 | 5 maggio 2010     | Kryachko, T. V.   |
| 468726 -      | 2010 JO38                | 13 gennaio 2010   | WISE              |
| 468727 -      | 2010 JE87                | 10 maggio 2010    | WISE              |
| 468728 -      | 2010 KA127               | 1º giugno 2010    | WISE              |
| 468729 -      | 2010 MT20                | 4 maggio 2005     | CSS               |
| 468730 -      | 2010 MN51                | 23 giugno 2010    | Mt. Lemmon Survey |
| 468731 -      | 2010 NA67                | 1º dicembre 2003  | LINEAR            |
| 468732 -      | 2010 RT62                | 11 ottobre 2007   | Spacewatch        |
| 468733 -      | 2010 RR102               | 15 ottobre 2007   | Mt. Lemmon Survey |
| 468734 -      | 2010 SY26                | 29 settembre 2010 | Spacewatch        |
| 468735 -      | 2010 SG29                | 20 ottobre 2007   | Spacewatch        |
| 468736 -      | 2010 TV10                | 1º ottobre 2010   | Mt. Lemmon Survey |
| 468737 -      | 2010 TJ32                | 2 ottobre 2010    | Spacewatch        |
| 468738 -      | 2010 TN54                | 20 novembre 2007  | Mt. Lemmon Survey |
| 468739 -      | 2010 UU7                 | 30 ottobre 2010   | Spacewatch        |
| 468740 -      | 2010 UM97                | 28 ottobre 2010   | Mt. Lemmon Survey |
| 468741 -      | 2010 VM1                 | 2 novembre 2010   | Pan-STARRS 1      |
| 468742 -      | 2010 VW51                | 19 aprile 2006    | Mt. Lemmon Survey |
| 468743 -      | 2010 VB196               | 27 settembre 2006 | Mt. Lemmon Survey |
| 468744 -      | 2011 AJ4                 | 10 marzo 2007     | Spacewatch        |
| 468745 -      | 2011 AT38                | 21 dicembre 2006  | Mt. Lemmon Survey |
| 468746 -      | 2011 AK44                | 10 gennaio 2011   | Spacewatch        |
| 468747 -      | 2011 AC46                | 10 gennaio 2011   | Spacewatch        |
| 468748 -      | 2011 AG69                | 11 gennaio 2002   | Spacewatch        |
| 468749 -      | 2011 BZ8                 | 4 dicembre 2005   | Spacewatch        |
| 468750 -      | 2011 BY36                | 14 gennaio 2011   | Spacewatch        |
| 468751 -      | 2011 BP79                | 16 novembre 2010  | Mt. Lemmon Survey |
| 468752 -      | 2011 CY94                | 29 luglio 2008    | Spacewatch        |
| 468753 -      | 2011 DZ19                | 18 aprile 2007    | Spacewatch        |
| 468754 -      | 2011 FT21                | 26 novembre 2009  | Mt. Lemmon Survey |
| 468755 -      | 2011 FF32                | 28 marzo 2011     | Spacewatch        |
| 468756 -      | 2011 FF34                | 23 gennaio 2006   | Spacewatch        |
| 468757 -      | 2011 FP55                | 29 marzo 2011     | CSS               |
| 468758 -      | 2011 GD57                | 28 gennaio 2011   | Mt. Lemmon Survey |
| 468759 -      | 2011 HZ67                | 13 marzo 2011     | Mt. Lemmon Survey |
| 468760 -      | 2011 HX71                | 13 aprile 2011    | Mt. Lemmon Survey |
| 468761 -      | 2011 HP95                | 19 aprile 2007    | Mt. Lemmon Survey |
| 468762 -      | 2011 KU29                | 27 aprile 2000    | LONEOS            |
| 468763 -      | 2011 LX5                 | 1º marzo 2005     | CSS               |
| 468764 -      | 2011 MV5                 | 3 giugno 2011     | Mt. Lemmon Survey |
| 468765 -      | 2011 MN10                | 16 gennaio 2005   | Spacewatch        |
| 468766 -      | 2011 MO10                | 21 giugno 2011    | Spacewatch        |
| 468767 -      | 2011 NW1                 | 8 giugno 2005     | Spacewatch        |
| 468768 -      | 2011 OR38                | 8 maggio 2005     | Spacewatch        |
| 468769 -      | 2011 PP14                | 29 giugno 2011    | Spacewatch        |
| 468770 -      | 2011 QV31                | 17 settembre 2006 | CSS               |
| 468771 -      | 2011 SB22                | 17 settembre 2006 | Spacewatch        |
| 468772 -      | 2011 SD226               | 29 settembre 2011 | Mt. Lemmon Survey |
| 468773 -      | 2011 SR249               | 10 novembre 2006  | Spacewatch        |
| 468774 -      | 2011 SN254               | 10 novembre 2006  | Spacewatch        |
| 468775 -      | 2011 UQ89                | 26 settembre 2005 | CSS               |
| 468776 -      | 2011 UZ104               | 28 settembre 2006 | Mt. Lemmon Survey |
| 468777 -      | 2011 WC90                | 17 gennaio 2005   | CSS               |
| 468778 -      | 2011 WY148               | 2 dicembre 2010   | Mt. Lemmon Survey |
| 468779 -      | 2011 YK33                | 25 gennaio 2009   | Spacewatch        |
| 468780 -      | 2011 YR58                | 24 ottobre 2011   | Mt. Lemmon Survey |
| 468781 -      | 2011 YR74                | 31 dicembre 2011  | Mt. Lemmon Survey |
| 468782 -      | 2012 AV21                | 19 gennaio 2010   | WISE              |
| 468783 -      | 2012 BX4                 | 10 marzo 2005     | LONEOS            |
| 468784 -      | 2012 BQ52                | 17 ottobre 2007   | Mt. Lemmon Survey |
| 468785 -      | 2012 BZ53                | 19 gennaio 2005   | Spacewatch        |
| 468786 -      | 2012 BR58                | 18 gennaio 2012   | Mt. Lemmon Survey |
| 468787 -      | 2012 BR74                | 13 marzo 2005     | Mt. Lemmon Survey |
| 468788 -      | 2012 DU50                | 19 agosto 2006    | Spacewatch        |
| 468789 -      | 2012 DV69                | 21 gennaio 2012   | Spacewatch        |
| 468790 -      | 2012 DD89                | 3 novembre 2007   | Spacewatch        |
| 468791 -      | 2012 EO7                 | 4 marzo 2005      | Spacewatch        |
| 468792 -      | 2012 FG12                | 11 maggio 2005    | Mt. Lemmon Survey |
| 468793 -      | 2012 FC22                | 22 febbraio 2012  | Spacewatch        |
| 468794 -      | 2012 FE22                | 13 gennaio 2008   | Spacewatch        |
| 468795 -      | 2012 FM38                | 18 settembre 2003 | Spacewatch        |
| 468796 -      | 2012 FD44                | 10 gennaio 2008   | Mt. Lemmon Survey |
| 468797 -      | 2012 FC67                | 22 febbraio 2012  | Spacewatch        |
| 468798 -      | 2012 FX72                | 11 giugno 2005    | Spacewatch        |
| 468799 -      | 2012 GH2                 | 19 gennaio 2008   | Mt. Lemmon Survey |
| 468800 -      | 2012 HV8                 | 17 aprile 2012    | Spacewatch        |

## 468801-468900
| Nome     | Designazione provvisoria | Data di scoperta  | Scopritore           |
| -------- | ------------------------ | ----------------- | -------------------- |
| 468801 - | 2012 HT16                | 21 aprile 2012    | Spacewatch           |
| 468802 - | 2012 HZ21                | 27 marzo 2012     | Mt. Lemmon Survey    |
| 468803 - | 2012 HJ24                | 20 novembre 2006  | Spacewatch           |
| 468804 - | 2012 HF52                | 29 marzo 2008     | Spacewatch           |
| 468805 - | 2012 HG69                | 13 maggio 2005    | Mt. Lemmon Survey    |
| 468806 - | 2012 KA18                | 18 dicembre 2007  | Mt. Lemmon Survey    |
| 468807 - | 2012 KA19                | 31 gennaio 2010   | WISE                 |
| 468808 - | 2012 KU25                | 29 marzo 2012     | Spacewatch           |
| 468809 - | 2012 LE                  | 15 maggio 2008    | Mt. Lemmon Survey    |
| 468810 - | 2012 LB4                 | 16 settembre 2004 | LINEAR               |
| 468811 - | 2012 MC6                 | 3 ottobre 2005    | CSS                  |
| 468812 - | 2012 MT7                 | 11 agosto 2004    | Siding Spring Survey |
| 468813 - | 2012 OT5                 | 29 luglio 2012    | Pan-STARRS 1         |
| 468814 - | 2012 PQ39                | 23 febbraio 2007  | Mt. Lemmon Survey    |
| 468815 - | 2012 QW50                | 20 luglio 2012    | Siding Spring Survey |
| 468816 - | 2012 QX50                | 23 ottobre 2008   | Spacewatch           |
| 468817 - | 2012 SL14                | 8 maggio 2010     | Mt. Lemmon Survey    |
| 468818 - | 2012 SM16                | 3 novembre 2008   | Spacewatch           |
| 468819 - | 2012 SP18                | 14 settembre 2007 | Mt. Lemmon Survey    |
| 468820 - | 2012 SY48                | 6 ottobre 2008    | Mt. Lemmon Survey    |
| 468821 - | 2012 TC15                | 14 dicembre 2004  | CSS                  |
| 468822 - | 2012 TJ23                | 30 aprile 2006    | Spacewatch           |
| 468823 - | 2012 TG27                | 21 aprile 2006    | CSS                  |
| 468824 - | 2012 TL42                | 8 agosto 2007     | LINEAR               |
| 468825 - | 2012 TL60                | 15 settembre 2012 | CSS                  |
| 468826 - | 2012 TL78                | 13 dicembre 2004  | Spacewatch           |
| 468827 - | 2012 TP93                | 24 agosto 2007    | Spacewatch           |
| 468828 - | 2012 TS118               | 17 settembre 2012 | Spacewatch           |
| 468829 - | 2012 TK121               | 16 settembre 2012 | Spacewatch           |
| 468830 - | 2012 TR143               | 7 novembre 2008   | Mt. Lemmon Survey    |
| 468831 - | 2012 TR210               | 3 novembre 2008   | Mt. Lemmon Survey    |
| 468832 - | 2012 TO217               | 1º gennaio 2009   | Spacewatch           |
| 468833 - | 2012 TM271               | 18 novembre 2007  | Mt. Lemmon Survey    |
| 468834 - | 2012 TH322               | 24 aprile 2010    | WISE                 |
| 468835 - | 2012 UD1                 | 27 maggio 2011    | Spacewatch           |
| 468836 - | 2012 UR8                 | 27 febbraio 2009  | Mt. Lemmon Survey    |
| 468837 - | 2012 UP27                | 23 settembre 2012 | Mt. Lemmon Survey    |
| 468838 - | 2012 UM31                | 20 settembre 2003 | LONEOS               |
| 468839 - | 2012 UA37                | 13 settembre 2007 | CSS                  |
| 468840 - | 2012 UZ58                | 2 ottobre 2006    | Mt. Lemmon Survey    |
| 468841 - | 2012 UQ85                | 6 ottobre 2012    | Spacewatch           |
| 468842 - | 2012 UZ101               | 20 novembre 2001  | LINEAR               |
| 468843 - | 2012 VX6                 | 9 marzo 2011      | CSS                  |
| 468844 - | 2012 VZ7                 | 8 aprile 2010     | Spacewatch           |
| 468845 - | 2012 VG14                | 8 maggio 2005     | Spacewatch           |
| 468846 - | 2012 VK111               | 25 ottobre 2012   | Spacewatch           |
| 468847 - | 2012 WT5                 | 21 giugno 2011    | Spacewatch           |
| 468848 - | 2012 XM93                | 11 novembre 2007  | Mt. Lemmon Survey    |
| 468849 - | 2012 XA111               | 2 febbraio 2008   | CSS                  |
| 468850 - | 2012 XZ134               | 27 aprile 2003    | LONEOS               |
| 468851 - | 2013 AM28                | 31 dicembre 2007  | Mt. Lemmon Survey    |
| 468852 - | 2013 AJ92                | 2 ottobre 2009    | Mt. Lemmon Survey    |
| 468853 - | 2013 AT131               | 7 gennaio 2013    | Spacewatch           |
| 468854 - | 2013 AA133               | 5 gennaio 2013    | Spacewatch           |
| 468855 - | 2013 AK133               | 19 gennaio 2010   | WISE                 |
| 468856 - | 2013 CK59                | 30 ottobre 2010   | Spacewatch           |
| 468857 - | 2013 DD                  | 16 febbraio 2013  | CSS                  |
| 468858 - | 2013 EG20                | 7 aprile 2008     | Mt. Lemmon Survey    |
| 468859 - | 2013 GY17                | 11 aprile 2005    | Mt. Lemmon Survey    |
| 468860 - | 2013 HW10                | 13 novembre 2006  | CSS                  |
| 468861 - | 2013 LU28                | 8 giugno 2013     | Mt. Lemmon Survey    |
| 468862 - | 2013 NG21                | 10 ottobre 2007   | Mt. Lemmon Survey    |
| 468863 - | 2013 PW4                 | 2 settembre 2010  | Mt. Lemmon Survey    |
| 468864 - | 2013 PM5                 | 21 febbraio 2009  | Spacewatch           |
| 468865 - | 2013 PM37                | 17 novembre 2006  | Spacewatch           |
| 468866 - | 2013 PB51                | 19 ottobre 2010   | Mt. Lemmon Survey    |
| 468867 - | 2013 PB63                | 2 aprile 2006     | Spacewatch           |
| 468868 - | 2013 PO73                | 21 luglio 2006    | Mt. Lemmon Survey    |
| 468869 - | 2013 QJ49                | 30 settembre 2006 | Spacewatch           |
| 468870 - | 2013 QF66                | 29 ottobre 2003   | Spacewatch           |
| 468871 - | 2013 QR75                | 25 luglio 2006    | Mt. Lemmon Survey    |
| 468872 - | 2013 QW81                | 27 settembre 2003 | Spacewatch           |
| 468873 - | 2013 QH84                | 21 luglio 2006    | Mt. Lemmon Survey    |
| 468874 - | 2013 RH22                | 3 novembre 2010   | Mt. Lemmon Survey    |
| 468875 - | 2013 RS31                | 3 maggio 2010     | WISE                 |
| 468876 - | 2013 RA61                | 9 novembre 2009   | LINEAR               |
| 468877 - | 2013 RM85                | 27 settembre 2006 | Mt. Lemmon Survey    |
| 468878 - | 2013 RD88                | 4 gennaio 2006    | Spacewatch           |
| 468879 - | 2013 SW77                | 14 dicembre 2010  | Mt. Lemmon Survey    |
| 468880 - | 2013 TW14                | 8 maggio 2005     | Spacewatch           |
| 468881 - | 2013 TB49                | 2 aprile 2006     | Spacewatch           |
| 468882 - | 2013 TO74                | 6 aprile 2005     | Mt. Lemmon Survey    |
| 468883 - | 2013 TZ132               | 26 settembre 2006 | Spacewatch           |
| 468884 - | 2013 UV9                 | 6 settembre 1996  | Spacewatch           |
| 468885 - | 2013 UP11                | 29 ottobre 2006   | CSS                  |
| 468886 - | 2013 VC7                 | 26 ottobre 2013   | CSS                  |
| 468887 - | 2013 WC35                | 5 dicembre 2008   | Spacewatch           |
| 468888 - | 2013 WQ67                | 29 luglio 2000    | LONEOS               |
| 468889 - | 2013 WO87                | 10 maggio 2006    | Mt. Lemmon Survey    |
| 468890 - | 2013 WJ97                | 3 ottobre 2013    | Mt. Lemmon Survey    |
| 468891 - | 2013 XR9                 | 20 dicembre 2009  | Mt. Lemmon Survey    |
| 468892 - | 2013 XN14                | 19 ottobre 2007   | CSS                  |
| 468893 - | 2013 YK24                | 23 settembre 2008 | CSS                  |
| 468894 - | 2013 YR29                | 25 febbraio 2011  | Spacewatch           |
| 468895 - | 2013 YY30                | 12 novembre 2013  | Mt. Lemmon Survey    |
| 468896 - | 2013 YC76                | 18 gennaio 2009   | Spacewatch           |
| 468897 - | 2013 YN92                | 20 marzo 2010     | Mt. Lemmon Survey    |
| 468898 - | 2013 YV109               | 21 ottobre 2008   | Spacewatch           |
| 468899 - | 2013 YW109               | 5 giugno 2005     | Spacewatch           |
| 468900 - | 2013 YD113               | 14 luglio 2010    | WISE                 |

## 468901-469000
| Nome     | Designazione provvisoria | Data di scoperta  | Scopritore           |
| -------- | ------------------------ | ----------------- | -------------------- |
| 468901 - | 2013 YK113               | 29 agosto 2009    | Spacewatch           |
| 468902 - | 2014 AH6                 | 9 febbraio 2010   | WISE                 |
| 468903 - | 2014 AE31                | 27 novembre 2009  | Mt. Lemmon Survey    |
| 468904 - | 2014 AK39                | 26 novembre 2009  | Mt. Lemmon Survey    |
| 468905 - | 2014 AH42                | 12 aprile 2010    | WISE                 |
| 468906 - | 2014 AB50                | 16 settembre 2006 | CSS                  |
| 468907 - | 2014 BC43                | 16 agosto 2012    | Siding Spring Survey |
| 468908 - | 2014 BS61                | 25 febbraio 2003  | CINEOS               |
| 468909 - | 2014 KZ44                | 24 maggio 2014    | Pan-STARRS 1         |
| 468910 - | 2014 KQ76                | 26 maggio 2014    | Pan-STARRS 1         |
| 468911 - | 2014 RV11                | 10 marzo 2005     | Spacewatch           |
| 468912 - | 2014 SP261               | 17 settembre 2006 | CSS                  |
| 468913 - | 2014 TB35                | 26 settembre 2006 | Spacewatch           |
| 468914 - | 2014 TN57                | 5 ottobre 2014    | Mt. Lemmon Survey    |
| 468915 - | 2014 UC51                | 27 ottobre 2005   | Mt. Lemmon Survey    |
| 468916 - | 2014 VC1                 | 6 gennaio 2005    | LINEAR               |
| 468917 - | 2014 VS1                 | 23 agosto 2001    | Spacewatch           |
| 468918 - | 2014 VK21                | 20 dicembre 2001  | Spacewatch           |
| 468919 - | 2014 WH                  | 16 settembre 2006 | CSS                  |
| 468920 - | 2014 WY5                 | 22 novembre 2006  | Spacewatch           |
| 468921 - | 2014 WF123               | 21 novembre 2003  | Spacewatch           |
| 468922 - | 2014 WE186               | 22 gennaio 2004   | LINEAR               |
| 468923 - | 2014 WK363               | 2 febbraio 2005   | LINEAR               |
| 468924 - | 2014 WT389               | 28 marzo 2011     | Mt. Lemmon Survey    |
| 468925 - | 2014 WD427               | 25 dicembre 2000  | Spacewatch           |
| 468926 - | 2014 WQ428               | 19 marzo 2010     | WISE                 |
| 468927 - | 2014 WZ467               | 23 dicembre 2001  | Spacewatch           |
| 468928 - | 2014 WA481               | 15 giugno 2010    | WISE                 |
| 468929 - | 2014 YG5                 | 18 marzo 2010     | CSS                  |
| 468930 - | 2014 YB24                | 20 settembre 2008 | Mt. Lemmon Survey    |
| 468931 - | 2014 YM38                | 25 marzo 2007     | Mt. Lemmon Survey    |
| 468932 - | 2015 AG1                 | 11 dicembre 2010  | Mt. Lemmon Survey    |
| 468933 - | 2015 AO2                 | 21 giugno 2010    | WISE                 |
| 468934 - | 2015 AH3                 | 16 gennaio 2005   | Spacewatch           |
| 468935 - | 2015 AR3                 | 19 maggio 2010    | WISE                 |
| 468936 - | 2015 AW7                 | 11 ottobre 2005   | Spacewatch           |
| 468937 - | 2015 AE9                 | 3 marzo 2005      | Spacewatch           |
| 468938 - | 2015 AJ9                 | 9 settembre 2007  | Spacewatch           |
| 468939 - | 2015 AO10                | 20 settembre 2001 | LINEAR               |
| 468940 - | 2015 AF12                | 4 settembre 2013  | Mt. Lemmon Survey    |
| 468941 - | 2015 AD13                | 8 maggio 2010     | WISE                 |
| 468942 - | 2015 AL15                | 15 marzo 2007     | Mt. Lemmon Survey    |
| 468943 - | 2015 AR15                | 14 giugno 2010    | WISE                 |
| 468944 - | 2015 AS15                | 28 novembre 2005  | Spacewatch           |
| 468945 - | 2015 AK16                | 12 gennaio 2010   | WISE                 |
| 468946 - | 2015 AD18                | 11 ottobre 1996   | Spacewatch           |
| 468947 - | 2015 AE18                | 28 settembre 2009 | Mt. Lemmon Survey    |
| 468948 - | 2015 AW19                | 11 ottobre 2007   | CSS                  |
| 468949 - | 2015 AL20                | 8 novembre 2007   | Mt. Lemmon Survey    |
| 468950 - | 2015 AU25                | 13 marzo 2007     | Spacewatch           |
| 468951 - | 2015 AJ26                | 22 giugno 2010    | WISE                 |
| 468952 - | 2015 AT27                | 18 dicembre 2004  | Mt. Lemmon Survey    |
| 468953 - | 2015 AM28                | 22 gennaio 1998   | Spacewatch           |
| 468954 - | 2015 AM30                | 18 febbraio 2010  | Mt. Lemmon Survey    |
| 468955 - | 2015 AC34                | 25 gennaio 2006   | Spacewatch           |
| 468956 - | 2015 AV34                | 18 dicembre 2009  | Spacewatch           |
| 468957 - | 2015 AY34                | 5 gennaio 2006    | Mt. Lemmon Survey    |
| 468958 - | 2015 AH38                | 7 febbraio 2000   | Spacewatch           |
| 468959 - | 2015 AO39                | 3 settembre 2008  | Spacewatch           |
| 468960 - | 2015 AZ41                | 14 maggio 2009    | Spacewatch           |
| 468961 - | 2015 AR42                | 22 settembre 2008 | Spacewatch           |
| 468962 - | 2015 AY42                | 22 dicembre 2003  | Spacewatch           |
| 468963 - | 2015 AN43                | 2 febbraio 2005   | Spacewatch           |
| 468964 - | 2015 AO46                | 18 dicembre 2001  | LINEAR               |
| 468965 - | 2015 AS46                | 14 febbraio 2010  | CSS                  |
| 468966 - | 2015 AO47                | 24 maggio 2010    | WISE                 |
| 468967 - | 2015 AC49                | 1º febbraio 2012  | Spacewatch           |
| 468968 - | 2015 AH52                | 19 novembre 2003  | CSS                  |
| 468969 - | 2015 AV54                | 3 novembre 2007   | Mt. Lemmon Survey    |
| 468970 - | 2015 AM67                | 2 ottobre 2013    | Mt. Lemmon Survey    |
| 468971 - | 2015 AK77                | 24 maggio 2010    | WISE                 |
| 468972 - | 2015 AQ83                | 28 ottobre 2006   | Mt. Lemmon Survey    |
| 468973 - | 2015 AQ87                | 9 settembre 2008  | Mt. Lemmon Survey    |
| 468974 - | 2015 AH92                | 9 ottobre 2008    | CSS                  |
| 468975 - | 2015 AZ94                | 9 febbraio 2010   | Spacewatch           |
| 468976 - | 2015 AJ99                | 31 dicembre 2007  | Mt. Lemmon Survey    |
| 468977 - | 2015 AP101               | 9 gennaio 2002    | LINEAR               |
| 468978 - | 2015 AC110               | 13 febbraio 2004  | Spacewatch           |
| 468979 - | 2015 AV111               | 6 maggio 2011     | Spacewatch           |
| 468980 - | 2015 AZ124               | 25 febbraio 2006  | Spacewatch           |
| 468981 - | 2015 AU125               | 4 aprile 2008     | CSS                  |
| 468982 - | 2015 AN128               | 10 aprile 2005    | Mt. Lemmon Survey    |
| 468983 - | 2015 AR133               | 8 maggio 2010     | WISE                 |
| 468984 - | 2015 AG137               | 6 dicembre 2005   | Spacewatch           |
| 468985 - | 2015 AU137               | 27 febbraio 2006  | Spacewatch           |
| 468986 - | 2015 AM151               | 17 novembre 2008  | Spacewatch           |
| 468987 - | 2015 AP152               | 15 ottobre 2007   | Spacewatch           |
| 468988 - | 2015 AC155               | 7 gennaio 2005    | Spacewatch           |
| 468989 - | 2015 AL156               | 14 dicembre 2010  | Mt. Lemmon Survey    |
| 468990 - | 2015 AO159               | 28 gennaio 2006   | Spacewatch           |
| 468991 - | 2015 AQ162               | 16 marzo 2007     | Mt. Lemmon Survey    |
| 468992 - | 2015 AT165               | 13 giugno 2005    | Spacewatch           |
| 468993 - | 2015 AS167               | 26 ottobre 2008   | Spacewatch           |
| 468994 - | 2015 AM169               | 9 marzo 2011      | Spacewatch           |
| 468995 - | 2015 AX172               | 24 settembre 2008 | Mt. Lemmon Survey    |
| 468996 - | 2015 AX174               | 17 dicembre 2003  | Spacewatch           |
| 468997 - | 2015 AO177               | 21 febbraio 2006  | Mt. Lemmon Survey    |
| 468998 - | 2015 AZ177               | 24 novembre 2006  | Mt. Lemmon Survey    |
| 468999 - | 2015 AL179               | 31 dicembre 2007  | Mt. Lemmon Survey    |
| 469000 - | 2015 AD181               | 29 ottobre 1999   | Spacewatch           |